# نايت سلاشرز
نايت سلاشرز (بالإنجليزية: Night Slashers)‏، هي لعبة فيديو يابانية من نوع منصات، وهي من تطوير ونشر شركة داتا إيست، عرضت اللعبة جهاز الآركيد سنة 1993.